# Opterećenje
Opterećenje ili teret, u mehanici, su sve sile i momenti sila koji djeluju na neko tijelo u promatranome trenutku. Tako na primjer, na nekoj konstrukciji, opterećenje može biti posljedica djelovanja različitih tereta, sila u osloncima (ležajevima), vlastite težine, snijega, vjetra i slično. U proračunima se pretpostavlja, već prema geometrijskoj raspodjeli, da su sile opterećenja raspodijeljene po određenoj dužini (N/m), po plohi (N/m2) ili po obujmu (N/m3). Ako je ta raspodjela na malom djeliću tijela, te kada je moguća zamjena raspodijeljenih sila jednom rezultantnom (na primjer vlastita težina u težištu tijela), tada se pretpostavlja da sila djeluje u točki, što olakšava proračune (takozvane koncentrirane sile). Pod aktivnim opterećenjem podrazumijevaju se sile koje su u početku proračuna poznate, dok su preostale sile i momenti, izazvani aktivnim opterećenjem, reaktivni (na primjer reakcije u osloncima i ležajevima). 
S obzirom na trajanje, opterećenje može biti stalno, promjenljivo i povremeno. Stalno opterećenje ne mijenja se tijekom vremena. Promjenljivo se obično modelira nekom matematičkom funkcijom (na primjer sinusoidalnom kod rada strojeva) ili se smatra slučajnim (stohastičkim), kao što je dodatno opterećenje vozila na neravnim cestama, naleti vjetra nejednolike jačine na građevine i drugo. Povremeno opterećenje javlja se u vremenskim razmacima. Primjeri su za takva opterećenja prolaz vlaka preko mosta, povremeno opreterećenje dijelova dizala, dijelova radnih strojeva i slično. Za ocjenu čvrstoće konstrukcije mjerodavno je ukupno najnepovoljnije opterećenje, koje se u nekom trenutku može pojaviti.